# José Muniz Cordeiro Gitahy
José Muniz Cordeiro Gitahy (1828, Caravelas — 1880, Salvador) foi um médico brasileiro. 
Nasceu em Caravelas, no extremo sul da Bahia, em 1828. Estudou na Faculdade de Medicina da Bahia, onde se graduou em Medicina em 1851 com a tese doutoral "Da Medicina e do Cristianismo e suas relações entre si”.
Foi cirurgião-mor de divisão (chefe do serviço médico militar) durante a Guerra do Uruguai (1864).
Foi agraciado com o título de Cavaleiro da Ordem de São Bento de Avis e da Ordem de Cristo.
Faleceu em Salvador, em 1880, vítima de doença mental.